# CVS Health
CVS Health Corporation är ett amerikanskt apoteksföretag, som anses vara landets största i sin bransch efter omsättning. De tillhandahåller ett nätverk där fler än 68 000 apotek är anslutna, inkluderat de 9 900 apotek som de själva driver i 49 amerikanska delstater, District of Columbia och Puerto Rico. CVS har omkring 4,5 miljoner kunder dagligen.
Företaget grundades 1962 som Consumer Value Store (CVS) när den första butiken invigdes i Lowell i Massachusetts av bröderna Sidney och Stanley Goldstein och affärspartnern Ralph Hoagland. 1969 sålde de CVS till Melville Corporation och 1996 blev CVS ett eget självständigt företag som blev listad på New York Stock Exchange (NYSE). I december 2017 meddelade CVS att man var överens med försäkringsbolaget Aetna om en fusion till ett värde av 69 miljarder amerikanska dollar. Affären slutfördes i november 2018 men det blev rättsliga efterspel som avgjordes i domstol den 4 september 2019 till fördel för fusionen.
Huvudkontoret ligger i Woonsocket i Rhode Island.